# Material hereditario
El material hereditario o material genético es un componente de las células que da las características a éstas, además de darles una actividad específica. Recibe este nombre a causa de que al dividirse una célula en dos, este material se duplica y cada célula hija "hereda" una copia de él. Está constituido por ácidos nucleicos, normalmente ADN (o ARN, en el caso de algunos virus). En las células eucariontes se ubica dentro del núcleo celular. Para que quede claro es el ADN o como lo conocen material genético y puede ser material

## Descubrimientos a través de la historia
A mediados del siglo XIX, Gregorio Mendel determinó que el material hereditario funciona como partículas que conservan su identidad en el paso de una célula a otra al interior de los gametos. A estas "partículas" las llamó factores hereditarios.
Al comenzar el siglo XX, los estudios de Mendel estaban siendo reconocidos. Había argumentos a favor de la teoría de que los factores hereditarios se encuentran dentro de una partícula llamada cromosoma. Estos pensamientos estaban favorecidos por la semejanza entre las teorías de Mendel y el comportamiento que se estaba observando microscópicamente en los cromosomas.
Las investigaciones continuaron y luego, llevaron a concluir que los factores hereditarios, ahora llamados genes, estaban hechos de ADN. Una prueba de lo anterior sería que en todas las células de la misma especie, la cantidad de ADN es constante. En cambio, en los gametos existe la mitad de este elemento. Ya en la década de 1960 se conocía modelos de la estructura de esta molécula, como también se sabía cómo se duplicaba y como determinaba la función de una célula. Se logró establecer que la secuencia de nucleótidos presentes en el ADN determina a la secuencia de aminoácidos en las proteínas, llegando a conocer el papel que desempeña el nucleótido ARN. Para que los ribosomas logren sintetizar las proteínas, el ADN se copia mediante la transcripción, en una molécula de ARN. Este sale del núcleo y llega a los ribosomas, que a través de la traducción, leen el patrón del ARN y efectúan la síntesis de proteínas.